# 普雷西圣母村
普雷西圣母村（法語：Précy-Notre-Dame，法語發音：[pʁesi nɔtʁə dam]）是法国奥布省的一个市镇，位于该省东北部，属于奥布河畔巴尔区。

## 地理
普雷西圣母村（48°24'40"N, 4°26'14"E）面积4.53 平方千米，位于法国大東部大區奥布省，该省份为法国中北部省份，北起马恩省，西接塞纳-马恩省，西南至约讷省，东南至科多尔省，东临上马恩省。
与普雷西圣母村接壤的市镇（或旧市镇、城区）包括：奥布河畔布兰库尔、埃帕涅、莱斯蒙、佩勒和代尔、普雷西圣马尔坦。
普雷西圣母村的时区为UTC+01:00、UTC+02:00（夏令时）。

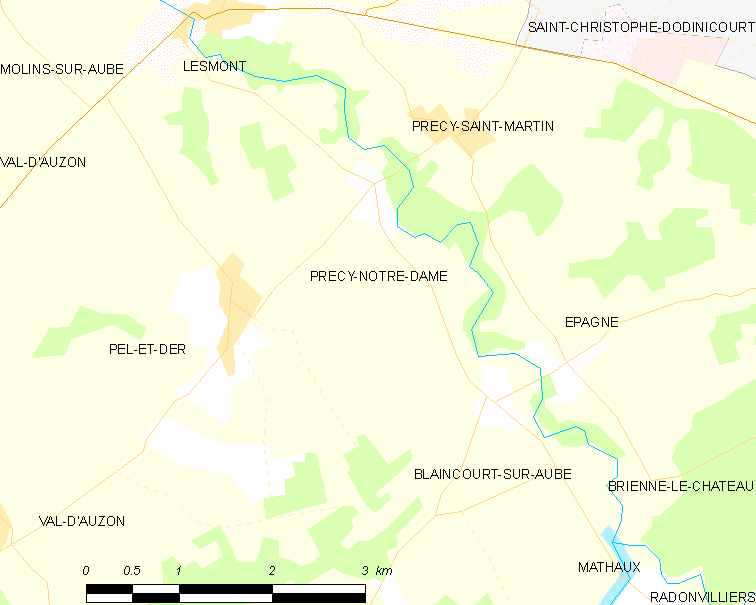
普雷西圣母村的OSM定位图

## 行政
普雷西圣母村的邮政编码为10500，INSEE市镇编码为10303。

## 政治
普雷西圣母村所属的省级选区为布列讷堡县。

## 人口

1962-2008年间普雷西圣母村人口变化图示

普雷西圣母村于2022年1月1日时的人口数量为68人。